# Jean-Baptiste Akassou
Jean-Baptiste Arian Akassou est un footballeur ivoirien, né le 5 novembre 1985 à Songon à la périphérie de la ville d'Abidjan. il évolue au poste de milieu défensif.

## Biographie
Jean-Baptiste Arian Akassou nait le 5 novembre 1985 à Songon une ville proche d'Abidjan, la capitale économique Ivoirienne où il fait une partie de sa scolarité. Comme ses oncles, Akran et Ghislain Akassou qui ont tous les deux évolués comme footballeurs en  Côte d'Ivoire, il souhaite faire carrière dans le football.
Arian Akassou commence sa carrière professionnelle en 2006 avec le Stade d'Abidjan. À l'été 2007, il s'engage avec le Muangthong United FC, un club thaïlandais de première division. Il remporte en fin de saison le titre de champion de Thaïlande. L'année suivante, il signe avec un autre club thaïlandais, le BEC Tero Sasana qui a des liens forts avec le club Anglais d'Arsenal FC.
Pressenti pour rejoindre le championnat anglais et le club londonien, il rejoint finalement le Budapest Honvéd FC, un club de la première division hongroise où il évolue de 2010 à 2012. Il dispute 49 rencontres pour deux buts inscrits avec le club. En janvier 2012 il fait un essai au Nîmes Olympique alors en National.2012 puis, s'engage avec l'équipe de Pécsi Mecsek FC, toujours dans le championnat hongrois de première division.
Il rejoint en 2013 le club grec du Niki Volos. Il est, depuis juillet 2014, sous contrat avec l'Apollon Kalamarias.